# اکتاشکورتلار، گریده
اکتاشکورتلار، گریده (به لاتین: Aktaşkurtlar, Gerede) یک منطقهٔ مسکونی در ترکیه است که در استان بولی واقع شده‌است.

## خصوصیات
اکتاشکورتلار ۱۵۹ نفر جمعیت دارد.